# Perrusse
Perrusse ist eine französische Gemeinde mit 29 Einwohnern (Stand 1. Januar 2022) im Département Haute-Marne in der Region Grand Est; sie gehört zum Arrondissement Chaumont.

## Geografie
Perrusse liegt rund 25 Kilometer östlich der Stadt Chaumont in der Landschaft Bassigny.

## Geschichte
Die Gemeinde war bis 1789 Teil der Bailliage de Chaumont innerhalb der Provinz Champagne. Die Mechanisierung der Landwirtschaft führte zu einer starken Abwanderung im späten 19. Jahrhundert und im 20. Jahrhundert. Perrusse gehörte von 1793 bis 1801 zum District Bourmont und zudem von 1793 bis 2015 zum Kanton Clefmont.

## Bevölkerungsentwicklung
| Jahr                       | 1962 | 1968 | 1975 | 1982 | 1990 | 1999 | 2006 | 2012 | 2019 |
| Einwohner                  | 88   | 66   | 54   | 56   | 61   | 46   | 49   | 40   | 30   |
| Quellen: Cassini und INSEE |      |      |      |      |      |      |      |      |      |

## Sehenswürdigkeiten
- Kirche Saint-Martin aus dem 13. Jahrhundert (teils 18. Jahrhundert)
- Lavoir (ehemaliges Waschhaus)
- Wegkreuz
- Wasserturm